# Ібрагімов Расім Сахавет огли
Расі́м Ібрагі́мов (азерб. İbrahimov Rasim Səxavət oğlu; 18 квітня 1962, Баку — 28 червня 1992) — азербайджанський військовик. Національний Герой Азербайджану.

## Біографія
Расім Ібрагімов народився 18 квітня 1962 року на острові Чилов Хазарського (Азізбековського) району міста Баку Азербайджанської РСР у сім'ї нафтовика. Навчався в школі № 131 міста Баку, пізніше продовжив освіту у військовому училищі імені Джамшуда Нахічеванського. Військову службу спочатку проходив у лавах Радянської армії в НДР, потім у складі азербайджанської армії.
У 1991 році очолив сформований ним же батальйон самооборони в Фізулінському районі. Активно брав участь у військових діях у Карабасі, в Фізулінському та інших прилеглих районах. 26 червня 1992 року під час важких боїв за село Туг Расім Ібрагімов був поранений, але до останнього керував своїм батальйоном.
Був одружений, двоє дітей. Похований на Алеї шахідів у Баку.

## Пам'ять
Указом Президента Азербайджанської Республіки від 16 вересня 1994 року Расіму Сахавет огли Ібрагімову присвоєно почесне звання Національного Героя Азербайджану.
Школі № 131 присвоєно його ім'я. На острові Чилов Расіму Ібрагімову спорудили пам'ятник, розпланували парк та назвали вулицю на його честь.